# Skyrækker-slægten
Slægten Skyrækker (Ailanthus) er udbredt med én art i Vestkina.
| Arter |

- Skyrækker (Ailanthus altissima)